# Sound and Vision
Sound and Vision è un brano musicale scritto ed interpretato dal cantante rock britannico David Bowie, inserito nell'album Low del 1977 come quarta traccia, e pubblicato come singolo lo stesso anno.

## Descrizione
La canzone è notevole per l'innovativo tappeto strumentale costituito da chitarre trattate e sintetizzatori che si intreccia con l'enigmatico testo di Bowie. Sound and Vision venne pubblicata come primo singolo estratto dall'album Low raggiungendo la terza posizione in classifica in Gran Bretagna (miglior risultato per Bowie sin da Sorrow del 1973), mentre negli Stati Uniti non andò oltre il sessantanovesimo posto riscuotendo molto meno successo.

Mantenendo l'approccio minimalista di Low, il produttore Tony Visconti e Bowie inizialmente incisero la traccia come un brano solo strumentale, fatta eccezione per il coro di sottofondo ad opera della moglie di Visconti, Mary Hopkin. Successivamente Bowie registrò la sua parte vocale quando tutti gli altri musicisti avevano ormai lasciato lo studio, tagliando qualche strofa dal testo, e lasciando un'introduzione strumentale piuttosto lunga nella versione finale della canzone. Il suono del rullante distorto di Dennis Davis, il "plish" dei piatti, il coro in sottofondo della Hopkin, il controcanto di Brian Eno, e gli strati di archi sintetici creano un ritmo contagioso e una melodia accattivante corredati però, da un testo sull'alienazione e il fallimento personale che gioca sul doppio significato in lingua inglese del termine "blue" che può indicare sia il semplice colore blu, sia uno stato d'animo di tristezza e malinconia. 
Inizialmente la traccia venne eseguita dal vivo soltanto in una occasione, nel corso del concerto di Bowie a Earl’s Court il 1º luglio 1978. In seguito, nel 1990, in occasione del Sound + Vision Tour, divenne una presenza fissa nella scaletta delle esibizioni – oltre che a fornire ispirazione per il titolo del tour stesso. Il titolo della canzone è stato inoltre utilizzato dalla Rykodisc per il cofanetto antologico di Bowie pubblicato nel 1989.
Nel 1991 il gruppo di musica elettronica 808 State pubblicò un EP di remix di Sound and Vision in America, accreditandolo a "David Bowie vs. 808 State". Questa versione remixata ebbe un discreto successo e venne inclusa come bonus track sulla ristampa in CD di Low della Rykodisc uscita lo stesso anno.
Nel 2013 il brano è stato utilizzato per lo spot pubblicitario dello smartphone Sony Xperia Z.

## Tracce
Original 7" single (1977) - RCA PB 0905
1. Sound and Vision (Bowie) – 3:03
2. A New Career in a New Town (Bowie) – 2:50

David Bowie vs 808 State (1991)
1. Sound + Vision (808 Gift mix) - 3:58
2. Sound + Vision (808 'lectric Blue remix instrumental) - 4:08
3. Sound + Vision (David Richards remix 1991) - 4:40
4. Sound + Vision (Original version) - 3:03

David Bowie — Sound And Vision (2013)
1. Sound + Vision 2013 - 1:50
2. Sound + Vision (Remastered) - 3:04

## Formazione
- David Bowie: Voce, Sassofono, sintetizzatore, produzione
- Carlos Alomar: Chitarra
- Ricky Gardiner: Chitarra
- George Murray: Basso
- Dennis Davis: Percussioni
- Brian Eno: Sintetizzatore, controcanto, voce
- Mary Visconti: Coro
- Roy Young: Pianoforte
- Tony Visconti: Produzione

## Cover
- Bad Soup - Ashes to Ashes: A Tribute to David Bowie
- Book of Love - Lovebubble (1993)
- The Good, the Bad and the Bassline - Singolo
- Quasi - Crash Course for the Ravers - A Tribute to the Songs of David Bowie (1996)
- The Sea and Cake - One Bedroom (2003)
- Red Hot Chili Peppers - Numerosi concerti dal vivo (incluso Live At Madison Square Garden)
- Press - .2 Contamination: A Tribute to David Bowie (2006)
- Franz Ferdinand con Girls Aloud - Radio 1. Established 1967 (2007)
- Matthew Dear in Life Beyond Mars: Bowie Covered.
- Beck - in una performance live con l'ausilio di un'orchestra di 167 elementi, in occasione della campagna "Hello Again" della Lincoln Motor Co. (febbraio 2013)